# Campionati mondiali di canoa/kayak slalom 1975
I XIV Campionati mondiali di canoa/kayak di slalom si sono svolti a Skopje (Jugoslavia).

## Podi

### Uomini
| Evento        | Oro                                          | Perform. | Argento                            | Perform. | Bronzo                                          | Perform. |
| Canoa         |                                              |          |                                    |          |                                                 |          |
| C-1           | Cecoslovacchia Peter Sodomka                 |          | Cecoslovacchia Jaroslav Radil      |          | Germania Est Harald Heinrich                    |          |
| C-1 a squadre | Cecoslovacchia                               |          | Germania Est                       |          | Germania Ovest                                  |          |
| C-2           | Germania Est Klaus Trummer Jürgen Kretschmer |          | Polonia Wojciech Kudlik Jerzy Jerz |          | Cecoslovacchia Antonin Brabec Frantisek Kadanka |          |
| C-2 a squadre | Germania Est                                 |          | Cecoslovacchia                     |          | Polonia                                         |          |
| Kayak         |                                              |          |                                    |          |                                                 |          |
| K-1           | Germania Est Siegbert Horn                   |          | Germania Ovest Ulrich Peters       |          | Germania Est Harald Gimpel                      |          |
| K-1 a squadre | Germania Ovest                               |          | Polonia                            |          | Germania Est                                    |          |

### Misto
| Evento | Oro                                     | Perform. | Argento                                  | Perform. | Bronzo                               | Perform. |
| Kayak  |                                         |          |                                          |          |                                      |          |
| C-2    | Stati Uniti Mariette Gillman Chuck Lyda |          | Stati Uniti Rasa Dentremont George Lhota |          | Stati Uniti Mikki Piras Steve Draper |          |

### Donne
| Evento        | Oro                          | Perform. | Argento                     | Perform. | Bronzo                        | Perform. |
| Kayak         |                              |          |                             |          |                               |          |
| K-1           | Polonia Marija Cwiertniewicz |          | Germania Ovest Ulrike Deppe |          | Germania Est Angelika Bahmann |          |
| K-1 a squadre | Svizzera                     |          | Germania Est                |          | Cecoslovacchia                |          |

## Medagliere
| Posizione | Paese          | Oro | Argento | Bronzo | Totale |
| --------- | -------------- | --- | ------- | ------ | ------ |
| 1         | Germania Est   | 3   | 2       | 4      | 9      |
| 2         | Cecoslovacchia | 2   | 2       | 2      | 6      |
| 3         | Polonia        | 1   | 2       | 1      | 4      |
| 3         | Germania Ovest | 1   | 2       | 1      | 4      |
| 5         | Stati Uniti    | 1   | 1       | 1      | 3      |
| 6         | Svizzera       | 1   | 0       | 0      | 1      |
| Totale    | Totale         | 9   | 9       | 9      | 27     |